# Шеню, Себастьен
Себастьен Шеню (фр. Sébastien Chenu) — французский политик, депутат Национального собрания Франции, член партии Национальное объединение (до 2018 года Национальный фронт). Один из основателей GayLib — движения в защиту прав геев и лесбиянок, аффилированного с партией Союз за народное движение.

## Биография
Родился 13 апреля 1973 г. в городе Бове (департамент Уаза). По образованию консультант по политическим коммуникациям, Себастьен Шеню с 1996 года начинает работать в аппаратах известных французских политиков — мэра Обонна Андре Пети, мэра Л’Иль-Адама Акселя Понятовски, депутата Европейского парламента Анн-Кристин Пуассон. В 2004—2005 годах работал помощником государственного секретаря по правовым вопросам Николь Гюэдж, в 2005—2007 годах — главой кабинет Кристин Лагард, в то время — министра внешней торговли. С 2007 по 2008 годы он занимал пост заместителя директора агентства France 24, с 2008 по 2012 годы — директора информационной службы правительства Франции.
Политическую деятельность Себастьен Шеню начал в возрасте 15 лет, вступив в Республиканскую партию, ставшую впоследствии частью партии Союз за народное движение. В марте 2001 года по единому списку правых во главе с Каролин Кайё был избран в муниципальный совет своего родного города Бове, занял пост вице-мэра по вопросам местной демократии, молодежи и туризма.
В 2001 году Себастьен Шеню стал одним из основателей движения GayLib, призванного защищать интересы гей-сообщества, которое стало аффилированным членом партии Союз за народное движение. Он был назначен одним из генеральных секретарей партии, отвечал за культурное разнообразие.
В 2013 году его отношения с партией начали портиться, так как руководство Союза выступило против однополых браков, вследствие чего движение GayLib вышло из него. Годом позже, во время жесткой борьбы за кресло мэра Парижа, он обиделся на кандидата правых Натали Косцюшко-Моризе, отказавшей ему в поддержке в выдвижении кандидатом по 2-му округу Парижа, и стал сотрудничать с командой её соперницы Анн Идальго.
В декабре 2014 года Себастьен Шеню под влиянием Жильбера Коллара вышел из партии Союз за народное движение и вступил в Национальный фронт Марин Ле Пен. В марте 2015 года он не сумел победить на выборах в Совет департамента Уаза в кантоне Бове-2, а в декабре того же года прошел по списку Национального фронта в Совет региона О-де-Франс.
В феврале 2016 года он становится лидером Национального фронта в департаменте Уаза и принимает активное участие в президентской кампании Марин Ле Пен. Перед выборами в Национальное собрание 2017 г. был назначен пресс-секретарем Национального фронта, выдвинут кандидатом по 19-му избирательному округу департамента Нор и одержал победу, получив во 2-м туре 55,35 % голосов.
После выхода из Национального фронта Флориана Филиппо в сентябре 2017 года Себастьен Шеню вместе с Жюльеном Санчесом и Жорданом Барделлой был назначен официальными представителями партии. В преддверии реорганизации Национального фронта, объявленного Марин Ле Пен, он выступает за глубокую реорганизацию организационной структуры и изменение названия партии.
В 2017 году Себастьен Шеню был в списке Национального фронта на выборах в Сенат от департамента Нор. На муниципальных выборах 2020 года он возглавил список Национального объединения в Денене, городе, который считается одним из самых экономически неблагополучных во Франции. Тем не менее левый список действовавшего мэра  Анн-Лиз Дюфур-Тонини победил на выборах в первом туре с большим преимуществом, а Себастьен Шеню возглавил оппозицию в городском совете.
В июне 2021 года Себастьен Шеню возглавил список Национального объединения на региональных выборах в О-де-Франс. Во втором туре его список занял второе место с 25,6 % поданных голосов, обойдя список левых. В январе 2022 года он сложил с себя полномочия муниципального советника Денена.
На выборах в Национальное собрание в 2022 году он вновь баллотировался по 19-му избирательному округу департамента Нор и уверенно победил во втором туре, собрав 57,15 % голосов. 23 июня 2022 года, когда Национальному объединению впервые с 1986 года удалось сформировать собственную парламентскую группу, Себастьен Шеню был выдвинут кандидатом от НО на пост президента Национального собрания, в то время как Марин Ле Пен была избрана президентом Парламентской группы НО. 28 июня, в день выборов, он снял свою кандидатуру после голосования в первом туре в пользу кандидата от президентского большинства Яэль Браун-Пиве. Это позволило ей быть избранной уже во втором туре. На следующий день он был избран вице-президентом Национального собрания в первом туре, набрав 290 голосов, большинство из которых дали депутаты от президентского большинства. Также является членом Комиссии по иностранным делам.
5 ноября 2022 года Себастьен Шеню был избран одним из шести вице-президентов партии Национальное объединение.

## Занимаемые выборные должности
18.03.2001 — 30.03.2014 — вице-мэр города Бове

13.12.2015 — член Совета региона О-де-Франс 

с 21.06.2017 — депутат Национального собрания Франции от 19-го избирательного округа департамента Нор 

18.05.2020 — 31.01.2022 — член совета города Денен